# Plesiolena
Plesiolena és un petit gènere d'aranyes migalomorfes de la família dels actinopòdids (Actinopodidae). Viu a Xile. El nom és una combinació del concepte "plesiomorfia" i el nom del gènere Missulena.

## Taxonomia
L'octubre de 2016, el World Spider Catalog reconeixia les següents espècies:
- Plesiolena bonneti (Zapfe, 1961) – Xile
- Plesiolena jorgelina Goloboff, 1994 – Xile